# Vinko Rosić
Vinko Rosić (ur. 22 maja 1941 w Splicie, zm. 9 czerwca 2006 w Visie) – chorwacki piłkarz wodny. W barwach Jugosławii srebrny medalista olimpijski z Tokio.
Mierzący 185 cm wzrostu zawodnik w 1964 w Tokio wspólnie z kolegami zajął drugie miejsce. Były to jego jedyne igrzyska olimpijskie. Był srebrnym medalistą mistrzostw Europy w 1962 i brązowym w 1966 oraz medalistą igrzysk śródziemnomorskich.